# فتق شرسوفي
الفتق الشرسوفي هو نوع من أنواع الفتق، يؤدي إلى اندفاع الدهون عبر منطقة ضعيفة في جدران البطن. قد تتطور في المنطقة الشرسوفية (الجزء العلوي والأوسط من البطن). يعد الفتق شرسوفي أكثر شيوعًا عند البالغين وعادة ما يظهر فوق منطقة السرة من البطن. إنها حالة شائعة تكون عادة بدون أعراض على الرغم من أن عرضها السريري غير المعتاد في بعض الأحيان يمكن أن يمثل معضلة تشخيصية للطبيب. على عكس انفراق العضلة المستقيمة، فإن الفتق الشرسوفي قد يحبس الدهون والأنسجة الأخرى داخل فتحة الفتق، مما يسبب الألم وتلف الأنسجة. عادة ما يكون الفتق موجودًا منذ الولادة وقد يظهر ويختفي فقط عندما يقوم المريض بنشاط يخلق ضغطًا في البطن، أو بالضغط للحصول على حركة في الأمعاء أو بالبكاء.

## الأعراض
- ألم[2]
- احمرار
- الاندفاع عند السعال

## الأسباب
- السمنة
- الحمل.[1]
- الرفع الثقيل المتكرر
- العيوب الوراثية
- شيخوخة
- القيء الشديد

## التشخيص
يمكن أن يساعد التصوير المقطعي المحوسب للمناطق المشتبه فيها مع حقن مادة التباين الوريدي في التشخيص. الأطباء قادرون أيضًا على تحديد ما إذا كان الفتق المشتبه به عن طريق ملامسة المنطقة المصابة.
يستخدم التصوير بالموجات فوق الصوتية أيضًا لأغراض التشخيص.  

## العلاج
يتم إصلاح الفتق الشرسوفي المصحوب بأعراض بالجراحة. حتى إذا كانت غير مصحوبة بأعراض، يمكن تصحيحها جراحيًا لأسباب تجميلية. بشكل عام، تتأخر الجراحة التجميلية للرضع حتى يصبح الطفل أكبر سنًا وأكثر قدرة على تحمل التخدير. إذا كان حجم الفتق أكبر من 4 سم، فيجب إجراء جراحة إصلاح الفتق.

## المآل
يصبح الفتق شرسوفي مشكلة عند فقدان تدفق الدم إلى تلك المنطقة. هذا يمكن أن يهدد الحياة.  